# Morula anaxares
Morula (Morula) anaxares là một loài ốc biển, là động vật thân mềm chân bụng sống ở biển thuộc họ Muricidae, họ ốc gai.

## Miêu tả
Kích thước vỏ ốc trong khoảng 13 mm và 26 mm

## Phân bố
Loài này có ở vùng bờ biển nhiều đá ở Biển Đỏ, ở Ấn Độ Dương dọc theo Aldabra, Chagos, Kenya, Madagascar, lưu vực Mascarene và Tanzania và ở hải vực Ấn Độ Dương-Tây Thái Bình Dương.